# ۵۶ بره
۵۶ بره یک ستاره است که در صورت فلکی برج حمل قرار دارد.